# Archidémon
 (octobre 2009).
Si vous disposez d'ouvrages ou d'articles de référence ou si vous connaissez des sites web de qualité traitant du thème abordé ici, merci de compléter l'article en donnant les références utiles à sa vérifiabilité et en les liant à la section « Notes et références ».

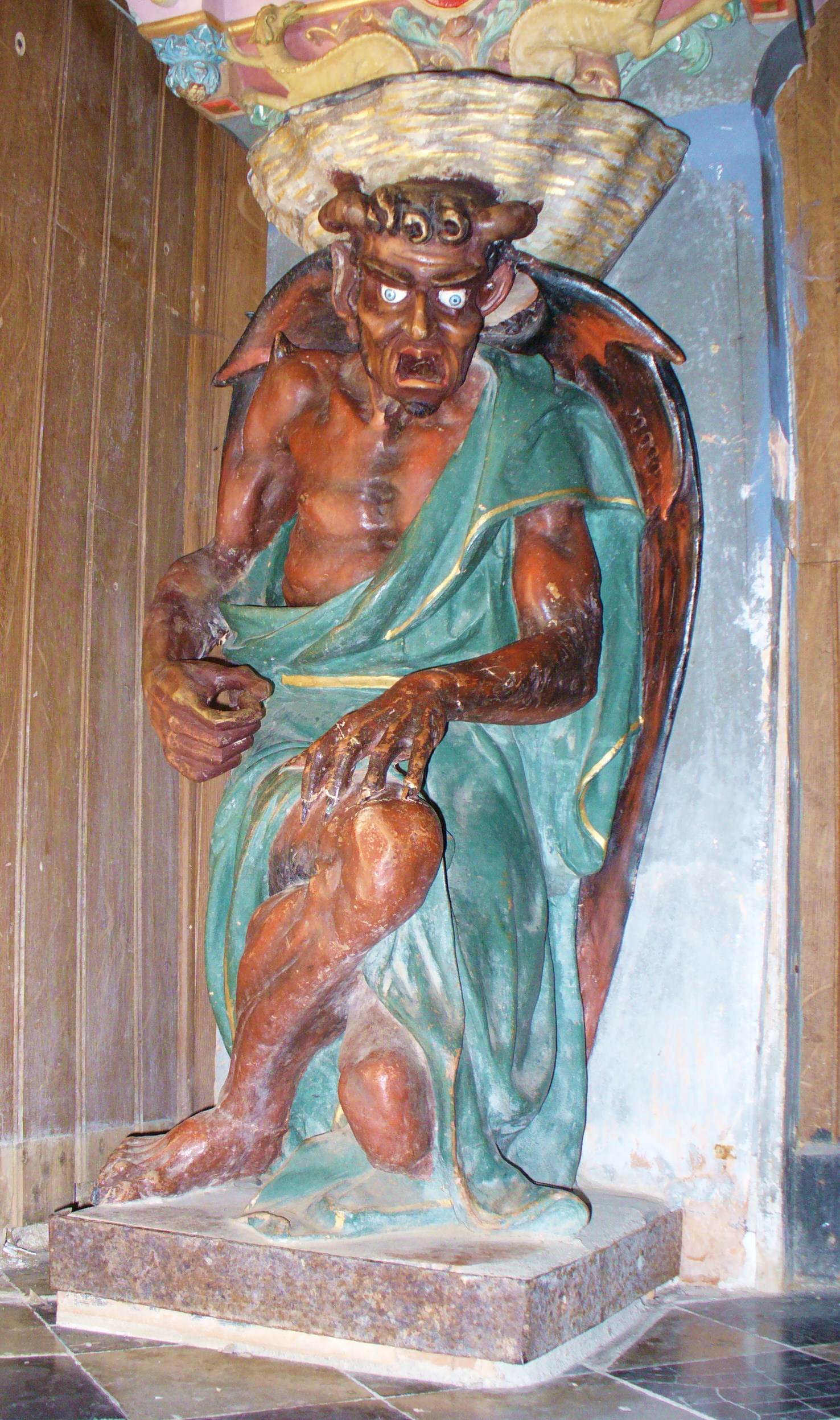
La figure de l'archidémon Asmodée à Rennes-le-Château.

Un archidémon, dans la tradition biblique, représente une entité spirituelle maléfique, haut placée dans la hiérarchie infernale[réf. nécessaire]. Il est considéré comme l'équivalent démoniaque de l'archange.
Les archidémons sont décrits comme étant les chefs des 666 légions de l'Enfer, tout comme les archanges mènent les chœurs des anges. Dans la tradition occulte, il y a une polémique selon laquelle des démons devraient être classés parmi les archidémons. Pendant différents âges, quelques démons « ont été historiquement promus » au rang des archidémons, d'autres ont été complètement oubliés, et des nouveaux ont été créés. 
Dans les croyances juives antiques, des dieux païens des cultures voisines ont été classés comme extrêmement pernicieux afin d'empêcher les Juifs de les adorer. C'est ainsi que Baal ou Astarté furent insérés parmi les plus mauvais ennemis de Dieu. Durant le Moyen Âge, ces caractérisations ont perdu de leur importance, mais ont tout de même toujours persisté. Les nouveaux archidémons ont émergé, la plupart du temps tournant autour de Satan et de l'antéchrist.

## Culture Populaire
Les Archidémon sont des monstres dans la série de jeux vidéos Dragon Quest.